# Robert Sweet (muzikant)
Robert Sweet (21 maart 1960) is een christelijke metaldrummer uit de Verenigde Staten.

## Geschiedenis
In 1983 startte Robert Sweet samen met zijn broer Michael Sweet de band Roxx Regime wat gauw daarna Stryper werd. Robert Sweet drumde bij de band tot hun uiteenval in 1992
Robert Sweet speelde in 1993 samen met Timothy Gaines bij de band King James. Robert Sweet verliet de band in 1996. Hierna speelde Robert Sweet bij verschillende bands tot hij in 1998 begon aan zijn soloalbum Love Trash die dat jaar nog uitkwam. Hierna ging hij bij de band Blissed spelen. Samen met hun bracht hij in 2002 het album Blissed, Waking Up The Dead uit.
In 2000 en 2001 speelde Robert Sweet voor het eerst weer samen met Stryper. In 2003 ging Robert Sweet weer met Stryper op tour en in 2005 namen ze samen met de nieuwe bassist Tracie Ferrie het nieuwe album Reborn op. Stryper werkt ondertussen aan een nieuw album die eind 2008 of begin 2009 uitkomt.